# 本間華
本間 華（ほんま はな、1999年10月29日 - ）は、日本の実業家、歌手、モデル。CrazyBank所属。
「買取専門店いくらや」を展開する株式会社エニワンの創業者で代表取締役。大阪府出身。

## 経歴
中学校卒業後、美容専門学校入学。美容師免許取得。
専門学校在学中の15歳の時、大阪市の商業施設・心斎橋オーパ内のセレクトショップにアルバイト入社。
卒業後に同ショップに正社員採用、17歳で店長を任される。
2017年に上京、スカウトを受けてファッション雑誌「小悪魔ageha」のモデルとして活動。編集長に企画の相談などをするうちに編集部も兼務するようになった。
2021年2月、アパレルブランド「EGOIST」のブランドディレクター兼プロデューサーに就任。
2021年8月、コスメブランド「H×H（エイチバイエイチ）」を立ち上げ、ブランドディレクターに就任。
2022年5月、株式会社エニワンを設立。　
同年8月に横浜市青葉台に「買取専門いくらや」の1号店を開店。2023年12月現在、21都道府県に47店舗を展開している。
モデル、歌手、メディア、SNSでの活動名は「華」。
2023年8月7日にLDHRecordsのPOPCORN RECORDSから『Flower』をリリースし、歌手デビュー。

## 出演

### テレビ
- 映えRUN!（2020年3月28日 読売テレビ）
- TiARY TV（2019年12月 - 神奈川テレビ）
- トヨタ自動車 レクサス（CM、2019年夏季）
- イマっぽTV（2019年1月3日AbemaTV）
- 相席食堂　(2020年9月8日 朝日放送)
- キスマイBUSAIKU!? (2020年10月22日 フジテレビ)
- ヒロミ・指原の“恋のお世話始めました” (2020年10月29日 朝日放送)
- 片っ端から喫茶店 (2020年 毎週水曜日配信 テレビ大阪)
- The Gift (2020年11月23日 日本テレビ)
- 有吉反省会 (2020年12月12日 日本テレビ)
- オールスター感謝祭 2020秋 (2020年10月3日 TBSテレビ)
- 前略、大とくさん (2021年2月7日 中京テレビ)
- 今夜くらべてみました (2021年8月26日 日本テレビ)
- 踊る!さんま御殿!! (2021年9月21日 日本テレビ)
- TiARY TV kirari (2021年11月4日 テレビ神奈川)
- 話題のアプリ ええじゃないか!!︎ 準レギュラー (TOKYO MX)
- ギャルいかがですか (2022年3月29日 フジテレビ)
- 沼にハマってきいてみた 準レギュラー （ハマったさんリポーター「2024年10月23日放送：「とろ～りチーズ沼▽ＩＮＩ田島将吾が絶賛！絶品チーズ」など）(NHK　Eテレ)
- ドッキリGP (2022年5月9日 フジテレビ)
- BOATRACEチャンネル (2022年7月9日 ABEMA)
- マツコ&有吉 かりそめ天国 ABEMA特別編(2022年8月9日 ABEMA)

### イベント
- 超十代2020 （2020年3月24日）
- TGC KITAKYUSHU2019 （2019年10月5日）
- TOKYO STREET COLLECTION （2019年5月3日）
- 関西コレクション（2020年3月1日-2019年8月27日）
- 関西コレクション2021SPRING&SUMMER（2021年3月7日）
- 関西コレクション2021AUTUMN&WINTER（2020年9月5日）
- TGC 2021WINTER （2021年11月20日）
- 関西コレクション2022SS（2022年3月5日）
- 関西コレクション 2022AW（2022年8月4日）
- 関西コレクション 2023SS（2023年3月4日）

### MV
- めっかわ▼～一生ギャル宣言！～ ゆきぽよ＆SLOTH（2020年3月27日）
- ワンチャン T-Ace feat. DJ TY-KOH（2018年5月14日）
- Show Me Love  AYA a.k.a PANDA (2019年2月28日)
- 君だけがまだ忘れられぬまま　ｗｅｌｃｏｍｅｚ　ＴＡＫ－Ｚ(2021年12月24日)

## 作品

### 楽曲
- Flower（2022年8月7日 POPCORN RECORDS）

### 写真集
- “華ギャル”（2019年12月25日 トランスワールドジャパン）
- "華ギャル 2nd." (2020年8月25日 トランスワールドジャパン)